# Kim Tjernström
Kim Tjernström, född den 24 juni 1991 i Sundsvall, är en svensk skådespelare. I Jägarna 2 (2011) spelar Tjernström en av huvudrollerna, mot Rolf Lassgård och Peter Stormare. Tidigare hade han haft en biroll i Prinsessa (2009).

## Filmografi
- 2009 – Prinsessa
- 2011 – Jägarna 2

### Webbkälla
- Kim Tjernström på Svensk Filmdatabas